# 2014 à Terre-Neuve-et-Labrador
Chronologie de Terre-Neuve-et-Labrador
- 2010
- 2011
- 2012
- 2013
- 2014
- 2015
- 2016
- 2017
- 2018

Cette page concerne des événements d'actualité qui se sont produits durant l'année 2014 dans la province canadienne de Terre-Neuve-et-Labrador.

## Politique
- Premier ministre : Kathy Dunderdale puis Tom Marshall et Paul Davis
- Chef de l'Opposition :
- Lieutenant-gouverneur : Frank Fagan
- Législature :

## Événements
- 22 janvier : la Première ministre progressiste-conservatrice de Terre-Neuve-et-Labrador Kathy Dunderdale annonce sa démission, qui entrera en vigueur le 24 janvier[1].

- 24 janvier : le député provincial de Humber-Est (en) Tom Marshall devient le nouveau premier ministre de Terre-Neuve-et-Labrador.